# Han Bong-zin
Han Bong-zin est un ancien joueur nord-coréen de football devenu par la suite entraîneur. Il a participé en tant que joueur à l'épopée nord-coréenne lors de la phase finale de la Coupe du monde 1966, atteignant les quarts de finale. Il a également brièvement dirigé la sélection de Corée du Nord pendant un mois, entre 1980 et 1981.

## Biographie

### Carrière de joueur
Han a disputé la totalité de sa carrière de joueur au sein d'un seul club, celui de February 8 SC, au poste de milieu de terrain. Il intègre l'équipe nationale nord-coréenne dès les phases qualificatives pour la Coupe du monde 1966, disputant les deux rencontres face à l'Australie, en novembre 1965 à Phnom Penh et joue également les quatre rencontres des Chollimas lors de la phase finale en Angleterre. À l'occasion du premier match face aux Socceroos australiens, Han marque ses deux seuls buts internationaux.

### Carrière d'entraîneur
En 1980, Han Bong-zin est choisi par les dirigeants de la fédération afin de prendre la tête de la sélection nationale. L'ancien milieu de terrain international est le troisième membre de la glorieuse équipe de 1966 à prendre place sur le banc des Chollima, après Pak Doo-ik et Yang Seung-kook. Han démarre son mandat en fin d'année 1980, alors que la Corée du Nord vient d'achever la phase finale de la Coupe d'Asie des nations au stade des demi-finales. La mission confiée au nouveau sélectionneur est de tenter de qualifier l'équipe nationale pour la phase finale de la Coupe du monde 1982 en Espagne.
La Corée du Nord est placée dans le groupe 4 des éliminatoires de la zone Asie-Océanie. Après avoir terminé en tête de son groupe lors du premier tour, devant Hong Kong et Singapour, elle s'impose face au Japon après prolongations avant de s'incliner face aux Chinois en finale de groupe. Cet échec sportif met un terme au mandat de sélectionneur de Han Bong-zin, qui quitte ses fonctions moins d'un mois après son intronisation. La sélection ne va d'ailleurs jouer aucun match entre janvier 1981 et novembre 1982, début du tournoi de football des Jeux asiatiques en Inde.
Son bilan à la tête des Chollimas est de trois victoires, un match nul et une défaite.
En 2002, il participe au documentaire The Game of Their Lives de l'Anglais Daniel Gordon, en compagnie des six autres membres de l'équipe nord-coréenne de 1966 encore en vie.